# Ruppellia apicalis
Ruppellia apicalis är en tvåvingeart som beskrevs av Krober 1929. Ruppellia apicalis ingår i släktet Ruppellia och familjen stilettflugor.
Artens utbredningsområde är Sudan. Inga underarter finns listade i Catalogue of Life.